# Literatura francesa
A literatura francesa é, no geral, literatura escrita na língua francesa, particularmente por franceses; pode também se referir à literatura escrita pelos povos que vivem na França que falam outras línguas não-francesas tradicionais, ou por outras nações que têm o francês como língua oficial.
É considerada uma das mais influentes em todo mundo. Alguns de seus principais expoentes são: 
- Marquês de Sade
- Jean-Jacques Rousseau
- Jean-Paul Sartre
- Simone de Beauvoir
- Marcel Proust
- Alexandre Dumas
- Alexandre Dumas Filho
- Victor Hugo
- Gustave Flaubert
- Émile Zola
- Guy de Maupassant
- Alfred de Musset
- Jacques Prévert
- Raymond Queneau
- Honoré de Balzac
- Arthur Rimbaud
- Paul Valéry
- Choderlos de Laclos
- Stendhal
- Júlio Verne
- Voltaire
- Molière
- Montaigne
- Racine
- Baudelaire
- André Gide
- Michel Houellebecq
- Antoine Houdar de La Motte
- Antoine de Saint-Exupéry
- Georges Fonvilliers